# 152336 Nicolecarr
152336 Nicolecarr este o planetă minoră (asteroid), cu un diametru de 7,794 km, din Outer Main Belt⁠(d). A fost descoperită pe 23 octombrie 2005 la Catalina Station⁠(d) de Catalina Sky Survey. 
Obiectul prezintă o orbită caracterizată de o semiaxă mare de 3,2405686136268 UAi, o excentricitate de 0,040228126152013, o înclinație de 14,595741775708 ° în raport cu ecliptica.